# Hacienda Santa Fe
Hacienda Santa Fe es una colonia ubicada en la región Centro, en el estado de Jalisco, dentro del municipio de Tlajomulco de Zúñiga. Con 139 174 habitantes, es la colonia más poblada del municipio y una de las más pobladas del estado. Al encontrarse dentro del municipio de Tlajomulco de Zúñiga la hace ser parte de la zona metropolitana de Guadalajara. 

## Geografía
Hacienda Santa Fe se ubica en las coordenadas 20°31′12″N 103°22′39″O, a una altura media de 1530 m s. n. m. (metros sobre el nivel del mar). Se encuentra en el municipio de Tlajomulco de Zúñiga a una distancia de 14 km de la ciudad de Tlajomulco de Zúñiga y a unos 25 km de Guadalajara.

## Demografía
De acuerdo con el Censo de Población y Vivienda realizado por el Instituto Nacional de Estadística y Geografía (INEGI) en 2020, en Hacienda Santa Fe hay un total de 139 174 habitantes, 70 478 mujeres y 68 696 hombres.
Tiene una densidad de población de 14 901 habitantes por kilómetro cuadrado.

### Viviendas
En Hacienda Santa Fe en 2020 había un total de 63 243 viviendas particulares, de éstas, 40 645 estaban habitadas, 22 598 estaban inhabitadas, 40 572 disponían de energía eléctrica, 40 604 disponían de baño y 40 620 disponían de drenaje.

### Evolución demográfica
| Gráfica de evolución de Hacienda Santa Fe entre 2005 y 2020 |
|                                                             |
| Fuente: Instituto Nacional de Estadística y Geografía       |